# Hipótesis Gaia

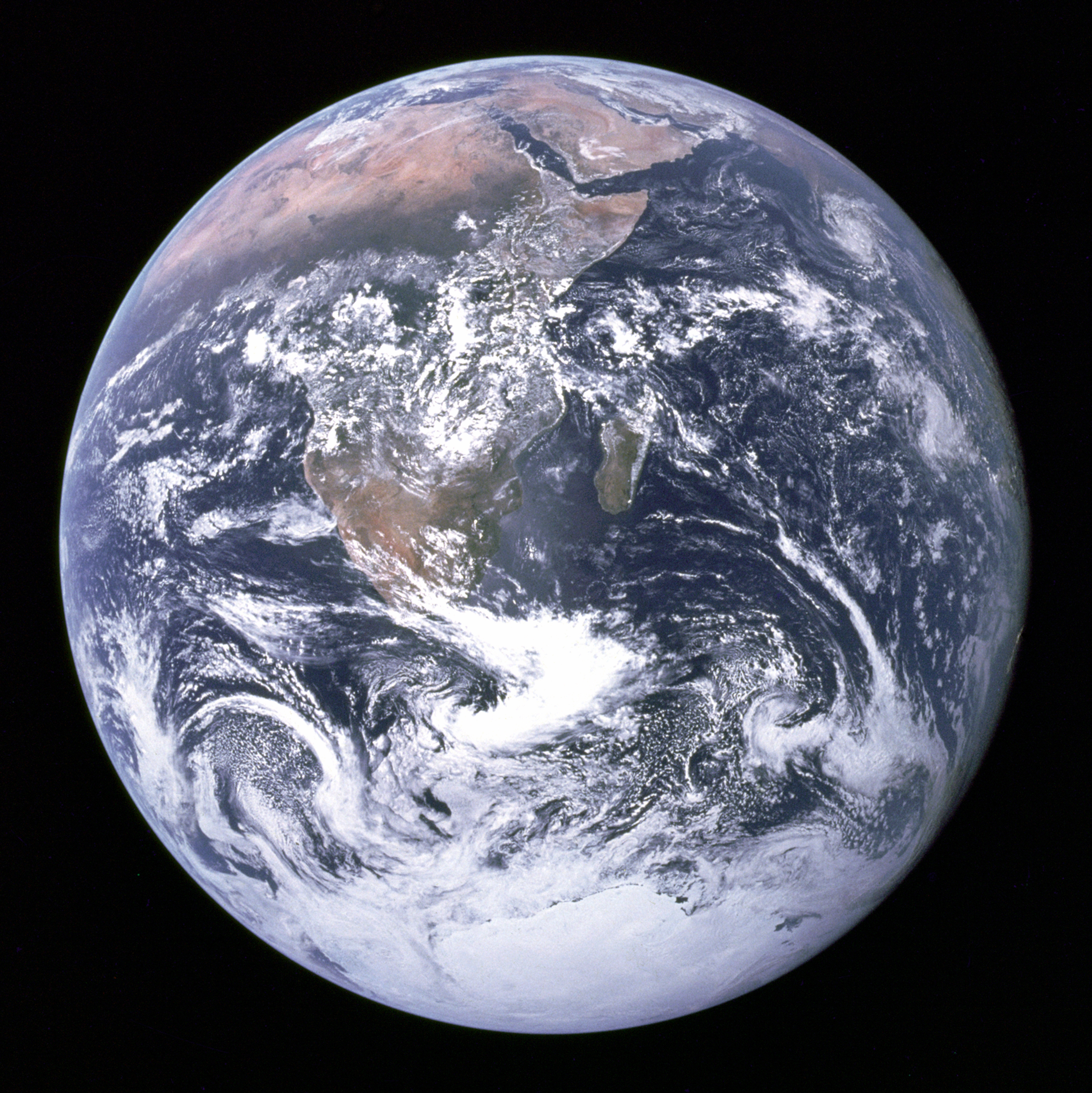
La hipótesis se basó primeramente en la termodinámica de la biosfera de la Tierra en contraposición a la termodinámica de otros planetas del sistema solar, principalmente Marte, radicalmente distinta la una de las otras.

La hipótesis Gaia es un modelo interpretativo que afirma que la presencia de la vida en la Tierra fomenta unas condiciones adecuadas para el mantenimiento de la biósfera.  Según la hipótesis Gaia (cuyo nombre es tomado de la antigua diosa griega Gaia), la atmósfera y la parte superficial del planeta Tierra se comportan como un sistema donde la vida, su componente característico, se encarga de autorregular sus condiciones esenciales tales como la temperatura, composición química y salinidad en el caso de los océanos. Gaia se comportaría como un sistema autorregulado, que tiende al equilibrio, lo que lo asimila a un ser vivo. La hipótesis fue ideada por el químico James Lovelock en 1969 (aunque publicada en 1979), siendo apoyada y extendida por la bióloga Lynn Margulis.
Lovelock estaba trabajando en ella cuando se lo comentó al escritor William Golding, siendo este quien le sugirió que la denominase “Gaia”, diosa griega de la Tierra (Gaia, Gea o Gaya).

## Origen de la hipótesis
Lovelock fue llamado por la NASA en 1965 para participar en el primer intento de descubrir la posible existencia de vida en Marte. Participó como asesor de un equipo cuyo objetivo principal era la búsqueda de métodos y sistemas que permitieran la detección de vida en Marte y en otros planetas. Uno de los problemas a resolver sería el encontrar los criterios que deberían seguirse para lograr detectar cualquier tipo de vida. A Lovelock le llamaron la atención las radicales diferencias que existían entre la Tierra y los dos planetas más próximos; esta singularidad de las condiciones de la Tierra lo llevó a formular su primera hipótesis.

## Fundamentos
Esta teoría se basa en la idea de que la biosfera autorregula las condiciones del planeta para hacer que su entorno físico (especialmente temperatura y química atmosférica) sea más hospitalario con las especies que conforman la «vida». La hipótesis Gaia define esta «hospitalidad» como una completa homeostasis. Un modelo sencillo que suele usarse para ilustrar la hipótesis Gaia es la simulación del mundo de margaritas.
Según la segunda ley de la termodinámica, un sistema cerrado tiende a la máxima entropía. En el caso del planeta Tierra su atmósfera debería hallarse en equilibrio químico, todas las posibles reacciones químicas ya se habrían producido y su atmósfera se compondría mayoritariamente de CO2 (Se estimó que la atmósfera debería componerse de, aproximadamente, un 99 % de CO2) sin apenas vestigios de oxígeno y nitrógeno. Según la teoría de Gaia, el hecho de que actualmente la atmósfera se componga de un 78 % de nitrógeno, 21 % de oxígeno y apenas un 0,03 % de dióxido de carbono se debe a que la actividad y reproducción de los organismos vivos, mantiene estas condiciones que la hacen habitable para su desarrollo y conservación.
Con anterioridad a la formulación de la hipótesis Gaia se suponía que la Tierra poseía las condiciones apropiadas para que la vida se diese en ella, y que esta vida se había limitado a adaptarse a las condiciones existentes, así como a los cambios que se producían en esas condiciones. La hipótesis Gaia lo que propone es que dadas unas condiciones iniciales que hicieron posible el inicio de la vida en el planeta, ha sido la propia vida la que las ha ido modificando, y que por lo tanto las condiciones resultantes son consecuencia y responsabilidad de la vida que lo habita.
Para explicar cómo la vida puede mantener las condiciones químicas de Gaia, Margulis ha destacado la gran capacidad de los microorganismos para transformar gases que contienen nitrógeno, azufre y carbono. 
Igualmente destaca el hecho de recuperarse la tierra y alcanzar nuevamente el equilibrio luego de los sucesos de extinciones masivas y alteraciones climáticas mundiales tales como la Tierra bola de nieve, que han sucedido a través de la historia del planeta.

### Hipótesis inicial de Lovelock
Lovelock definió Gaia como:

una entidad compleja que implica a la biosfera, atmósfera, océanos y tierra; constituyendo en su totalidad un sistema cibernético o retroalimentado que busca un entorno físico y químico óptimo para la vida en el planeta.
Gaia, una nueva visión de la vida sobre la Tierra.

Con su hipótesis inicial, Lovelock afirmaba la existencia de un sistema de control global de la temperatura, composición atmosférica y salinidad oceánica. Sus argumentos eran:
- La temperatura global de la superficie de la Tierra ha permanecido constante, a pesar del incremento en la energía proporcionada por el Sol.
- La composición atmosférica permanece constante, aunque debería ser inestable.
- La salinidad del océano permanece constante.

Ejemplos:
Valores de gases atmosféricos en diversos planetas:
- CO2: Marte 95 %, Venus 98 %, Tierra (sin vida) 98 %, Tierra (con vida) 0,03 %.
- O2: Marte 0,13 %, Venus trazas, Tierra (sin vida) trazas, Tierra (con vida) 21 %.

## Diferentes hipótesis
La hipótesis Gaia, según sus defensores, puede ayudar a entender la historia de la biota así como prever cambios futuros, pudiendo llegar a ser de gran ayuda en todo lo relacionado con la ecología.[cita requerida]
Gaia también ha sido considerada una teoría metafísica al presentar a la Tierra como un organismo vivo, algo de lo que Margulis se defiende: 

Se ha llamado Gaia a la diosa de la Tierra o a la Tierra considerada como un organismo. Estas frases pueden conducir a conclusiones equivocadas […] Rechazamos la analogía de que Gaia es un organismo individual, principalmente porque no hay ningún organismo que se nutra de sus propios residuos ni que recicle por sí mismo su propio alimento. Es mucho más apropiado decir que Gaia es un sistema interactivo cuyos componentes son seres vivos.
Una revolución en la Evolución

 También se ha relacionado erróneamente la teoría de la Tierra de James Hutton (1785, 1788, 1795) como antecedente de la hipótesis Gaia (García Cruz, 2007).

### Las conferencias internacionales sobre la hipótesis Gaia
Primera
En 1985 se celebró en la Universidad de Massachusetts la Primera Conferencia sobre la Hipótesis Gaia, con el título: ¿Es la Tierra un organismo vivo?
Segunda
En 1988, el climatólogo estadounidense Stephen Schneider organizó la Segunda Conferencia Gaia, donde James Kirchner criticó la hipótesis Gaia por su imprecisión y afirmó que Lovelock y Margulis no habían presentado una hipótesis Gaia, sino cuatro:
- Gaia Coevolucionaria: hipótesis que afirma que la vida y el medio ambiente han evolucionado de una manera vinculada. Kirchner indicó que esta idea ya era aceptada científicamente y no era nueva.
- Gaia Homeostática: afirma que la vida mantiene la estabilidad del entorno natural, lo que permite que la vida pueda seguir existiendo. Esta hipótesis se puede dividir a su vez, en Gaia débil y Gaia fuerte, como se indica a continuación.
- Gaia Geofísica: la hipótesis Gaia generó interés por los ciclos geofísicos, lo cual dio lugar a una nueva investigación interesante en la dinámica geofísica terrestre.
- Gaia Optimizada: Gaia dio forma al planeta de una manera que hizo un ambiente óptimo para la vida en su conjunto. Kirchner afirmó que esto no era comprobable y por lo tanto no era científico.

Según Kirchner, se puede dividir la hipótesis original (Gaia Homeostática) en un rango de hipótesis, desde la innegable Gaia Débil, hasta la radical y en su opinión no comprobable Gaia Fuerte.
De esta manera, en una Gaia débil, la propia biosfera actuaría como un sistema autoorganizado que mantiene un meta-equilibrio que permite la vida. Sin embargo, una Gaia fuerte incluiría la biosfera, la atmósfera, los océanos y la tierra, dentro de un sistema retroalimentado para conseguir un entorno físico y químico óptimo para la vida en su conjunto en el planeta en donde los organismos se reproducen, controlan y adaptan basándose a los cambios ecológicos que va sufriendo el sistema de acuerdo a su evolución.
Tercera
La Tercera conferencia Gaia (Segunda Conferencia Chapman sobre la hipótesis Gaia) tuvo lugar en Valencia, España, en junio de 2000, y fue organizada por la Universidad de Valencia y la American Geophysical Union.
En esta ocasión la atención se centró en los mecanismos específicos por los cuales la homeostasis básica a corto plazo de la Tierra se pudo mantener en el marco de cambios estructurales a largo plazo. De este modo, las principales cuestiones que se pretendían aclarar en esta conferencia eran:
1. ¿Cómo ha cambiado el sistema global biogeoquímico/clima llamado Gaia con el tiempo? ¿Puede Gaia mantener la estabilidad del sistema en una escala de tiempo, pero aun así experimentar cambios en escalas de tiempo más largas?
2. ¿Cuál es la estructura de Gaia? Los diferentes tipos de retroalimentaciones ¿son suficientemente fuertes como para influir en la evolución del clima?
3. ¿Cómo se relacionan con la realidad los diferentes modelos de procesos y los fenómenos de Gaia?, y ¿cómo pueden estos ayudar a entender Gaia?

Cuarta
En octubre de 2006 se celebró en el campus de la Universidad George Mason de Arlington, Virginia (Estados Unidos), una Cuarta conferencia internacional sobre la hipótesis Gaia.
En esta conferencia se abordó la hipótesis Gaia como ciencia y como metáfora, buscando un medio para entender cómo podríamos empezar a solucionar problemas del siglo XXI, como el calentamiento global y la destrucción del medio ambiente.

### La hipótesis Gaia en el área hispanohablante
En el área hispanohablante también se han realizado trabajos de investigación sobre la hipótesis Gaia. Algunos de estos trabajos han servido para corroborar partes importantes de la hipótesis, como es el caso de los que se presentaron en la tercera conferencia Gaia en Valencia.
Dentro de los trabajos presentados en Valencia estaba el del investigador Ricardo Amils, del Instituto de Física Teórica UAM/CSIC, que demostró que las bacterias que habitan las aguas del río Tinto (Huelva), con alta concentración de metales pesados y muy ácidas, no solo toleran el hábitat sino que contribuyen con su metabolismo a mantenerlo en esas condiciones.
Asimismo, el estudio de los investigadores Carlos Pedrós y Rafael Simó, del Instituto de Ciencias del Mar de Barcelona (CSIC), apunta a que el plancton marino emite mayor cantidad de sulfuro de dimetilo cuando aumenta la temperatura superficial de las aguas del mar. El aumento de la concentración de este compuesto en la atmósfera contribuye a aumentar el albedo, por lo que se consigue que una menor cantidad de radiación solar alcance las capas superficiales oceánicas. Este efecto contribuye a disminuir la temperatura del agua, de manera que se consigue una autorregulación de la misma.
Otro aporte teórico importante sobre la hipótesis Gaia es el realizado por el profesor Carlos de Castro Carranza, del Grupo de Energía y Dinámica de Sistemas de la Universidad de Valladolid. De Castro es autor de varias publicaciones sobre la teoría Gaia orgánica. De Castro mantiene una posición crítica ante lo que tilda como abandono de una posición de defensa de Gaia como organismo vivo, abandono que achaca a los impulsores iniciales de la hipótesis Lovelock y Margulis. De Castro trata de argumentar como una Gaia definida como organismo vivo es compatible con la ciencia. De esta manera, el autor defiende a Gaia orgánica como una teoría científica, que parte de la hipótesis inicial de Lovelock: que Gaia es un organismo evolutivo teleológico no necesariamente compatible con la teoría de la selección natural de Darwin.